# 7-й прикордонний загін (Україна)
7-й прикордонний Карпатський загін (в/ч 2144) — є територіальним органом охорони кордону в складі Західного регіонального управління Державної прикордонної служби України.
Львівський прикордонний загін охороняє ділянку державного кордону, що розташована в межах Львівської області. Протяжність ділянки державного кордону з Республікою Польща — 279 км, з яких 50 км — річкова ділянка, 107 — гірська.

## Історія
29 вересня 2023 року 7 прикордонний Карпатський загін Державної прикордонної служби України указом Президента України Володимира Зеленського відзначений почесною відзнакою «За мужність та відвагу».

## Склад загону
До складу загону входять:
- управління загону;
- 7 відділів прикордонної служби: «Нісмичі», «Рава-Руська», «Краківець»,  «Шегині», «Смільниця», «Сянки», «Львів — аеропорт»;
- відділ прикордонної служби (типу С);
- прикордонна комендатура швидкого реагування «Шквал»;
- підрозділи забезпечення.

На ділянці відповідальності визначено 10 пунктів пропуску з них: 3 залізничних, 1 повітряний, 6 автомобільних.

## Командири
- полковник Попов В. А. (до 1993 р.)
- генерал-майор Рильков В. О. (1993—1998 рр.)
- полковник Нишпор О. П. (1998—2003 рр.)
- полковник Щир В. Д. (2003—2004 рр.)
- підполковник Андрусик І. Я. (2004 р.)
- полковник Амброс І. В. (2004—2008 рр.)[4]
- полковник Гав'як В. Р. (2008—2011 рр.)
- підполковник Адамчук О. В.[5] (10.2011—2014 рр.)
- полковник Кравчук В. М.[6] (07.2014—2016 рр.)
- підполковник Мельник С. О.[7] (05.2016 –2018 рр.)
- підполковник Чорний О. В. (2018—2019 рр.)
- полковник Римарчук І. І.[8] (08.2019-–01.2021 рр.)
- полковник Федорчук А. В. (01.2021 р. по т.ч.)

## Втрати
1. 29 грудня 2017 - Салівончик Володимир, солдат. Загинув  під Волновахою на блокпосту[9].

### 2023
- 29 січня; старший солдат Чоп Михайло Федорович
- 21 квітня; сержант Матис Андрій Станіславович

### 2024
- 3 червня 2024 - Фіялка Вячеслав Іванович, 49 років. Солдат, інспектор прикордонної служби 2 категорії навідник-оператор 1 відділення інспекторів прикордонної служби 3 прикордонної застави 3 відділу прикордонної служби (тип С) прикордонної комендатури швидкого реагування «Шквал» Загинув в районі н.п. Тихе Харківської області[10].
- Курило Андрій. 19.03.1972, м. Львів. Загинув 21 червня 2024[11]
- 11 листопада 2024 - Костянтин Рущин, 19.06. 1999, м. Хмельницький. Старший лейтенант[12].